# 張琦 (弘治進士)
张琦（1458年—？），字君玉，號白斋，浙江宁波府鄞县人，民籍，明朝政治人物。

## 生平
弘治十一年戊午科浙江鄉試第八十五名舉人。弘治十二年（1499年）中式己未科會試第一百三十二名，三甲第一百九十二名進士。授南大理寺评事，厯寺正，升兴化知府，以疾请归。升左叅政，致仕二十年而卒。著有《白斋集》十卷。

## 家族
曾祖张华甫；祖张敬道；父张愖。母俞氏。永感下。弟张瑛。